# NIIZUMAX!
NIIZUMAX!（ニイヅマックス!、1980年9月20日 - ）は、日本のキックボクサー。本名は新妻 耕平（にいづま こうへい）。東京都出身。身長171 cm、体重65 kg。クロスポイント吉祥寺所属。